# 第14回クリティクス・チョイス・アワード
14th BFCA Critics' Choice Awards
2008
作品賞: 
『スラムドッグ$ミリオネア』
第14回クリティクス・チョイス・アワードは、2008年の映画に贈られる賞で、2009年1月8日に発表された。

## 受賞・ノミネート一覧

### 作品賞
- 『スラムドッグ$ミリオネア』
  - 『チェンジリング』
  - 『ベンジャミン・バトン 数奇な人生』
  - 『ダークナイト』
  - 『ダウト〜あるカトリック学校で〜』
  - 『フロスト×ニクソン』
  - 『ミルク』
  - 『愛を読むひと』
  - 『WALL・E/ウォーリー』
  - 『レスラー』

### アクション映画賞
- 『ダークナイト』
  - 『インディ・ジョーンズ/クリスタル・スカルの王国』
  - 『アイアンマン』
  - 『007 慰めの報酬』
  - 『ウォンテッド』

### コメディ映画賞
- 『トロピック・サンダー/史上最低の作戦』
  - 『バーン・アフター・リーディング』
  - 『寝取られ男のラブ♂バカンス』
  - 『ぼくたちの奉仕活動』
  - 『それでも恋するバルセロナ』

### ドキュメンタリー映画賞
- 『マン・オン・ワイヤー』
  - I.O.U.S.A.
  - en:Roman Polanski: Wanted and Desired
  - 『スタンダード・オペレーティング・プロシージャー』
  - 『ヤング@ハート』

### 外国語映画賞
- 『戦場でワルツを』 •  イスラエル
  - 『クリスマス・ストーリー』 •  フランス
  - 『ゴモラ』 •  イタリア
  - 『ずっとあなたを愛してる』 •  フランス
  - 『ぼくのエリ 200歳の少女』 •  スウェーデン
  - 『モンゴル』 •  カザフスタン

### アニメ映画賞
- 『WALL·E』
  - 『ボルト』
  - 『カンフー・パンダ』
  - 『マダガスカル2』
  - 『戦場でワルツを』

### テレビ映画賞
- John Adams
  - 『リカウント』
  - 『ココ・シャネル』

### 主演男優賞
- ショーン・ペン - 『ミルク』
  - クリント・イーストウッド - 『グラン・トリノ』
  - リチャード・ジェンキンス - 『扉をたたく人』
  - フランク・ランジェラ - 『フロスト×ニクソン』
  - ブラッド・ピット - 『ベンジャミン・バトン 数奇な人生』
  - ミッキー・ローク - 『レスラー』

### 主演女優賞
- アン・ハサウェイ - 『レイチェルの結婚』
- メリル・ストリープ - 『ダウト〜あるカトリック学校で〜』
  - ケイト・ベッキンセイル - Nothing But the Truth
  - ケイト・ブランシェット - 『ベンジャミン・バトン 数奇な人生』
  - アンジェリーナ・ジョリー - 『チェンジリング』
  - メリッサ・レオ - 『フローズン・リバー』

### 助演男優賞
- ヒース・レジャー - 『ダークナイト』
  - ジョシュ・ブローリン - 『ミルク』
  - ロバート・ダウニー・Jr - 『トロピック・サンダー/史上最低の作戦』
  - フィリップ・シーモア・ホフマン -『ダウト〜あるカトリック学校で〜』
  - ジェームズ・フランコ - 『ミルク』

### 助演女優賞
- ケイト・ウィンスレット - 『愛を読むひと』
  - ペネロペ・クルス - 『それでも恋するバルセロナ』
  - ヴィオラ・デイヴィス - 『ダウト〜あるカトリック学校で〜』
  - ヴェラ・ファーミガ - 『ザ・クリミナル 合衆国の陰謀』
  - タラジ・P・ヘンソン - 『ベンジャミン・バトン 数奇な人生』
  - マリサ・トメイ - 『レスラー』

### 若手俳優賞
- デーヴ・パテール - 『スラムドッグ$ミリオネア』
  - ダコタ・ファニング - 『リリィ、はちみつ色の秘密』
  - ダフィット・クロス - 『愛を読むひと』
  - ブランドン・ウォルターズ - 『オーストラリア』

### アンサンブル演技賞
- 『ミルク』
  - 『ベンジャミン・バトン 数奇な人生』
  - 『ダークナイト』
  - 『ダウト〜あるカトリック学校で〜』
  - 『レイチェルの結婚』

### 監督賞
- ダニー・ボイル - 『スラムドッグ$ミリオネア』
  - デヴィッド・フィンチャー - 『ベンジャミン・バトン 数奇な人生』
  - ロン・ハワード - 『フロスト×ニクソン』
  - クリストファー・ノーラン - 『ダークナイト』
  - ガス・ヴァン・サント - 『ミルク』

### 脚本賞
- サイモン・ボーファイ - 『スラムドッグ$ミリオネア』
  - エリック・ロス - 『ベンジャミン・バトン 数奇な人生』
  - ジョン・パトリック・シャンリィ - 『ダウト〜あるカトリック学校で〜』
  - ピーター・モーガン - 『フロスト×ニクソン』
  - ダスティン・ランス・ブラック - 『ミルク』

### 作曲賞
- A・R・ラフマーン - 『スラムドッグ$ミリオネア』
  - アレクサンドル・デプラ - 『ベンジャミン・バトン 数奇な人生』
  - クリント・イーストウッド - 『チェンジリング』
  - ダニー・エルフマン - 『ミルク』
  - ジェームズ・ニュートン・ハワード、ハンス・ジマー - 『ダークナイト』

### 歌曲賞
- "The Wrestler" - ブルース・スプリングスティーン - 『レスラー』
  - 「アナザー・ウェイ・トゥ・ダイ」 - アリシア・キーズ、ジャック・ホワイト - 『007 慰めの報酬』
  - 「ダウン・トゥ・アース」 - ピーター・ガブリエル - 『WALL・E/ウォーリー』
  - "I Thought I Lost You" - マイリー・サイラス、ジョン・トラボルタ - 『ボルト』
  - 「ジャイ・ホー」 - スクウィンデル・シン - 『スラムドッグ$ミリオネア』

## 統計
複数ノミネート
- 8 『ベンジャミン・バトン 数奇な人生』、『ミルク』
- 6 『ダークナイト』、『ダウト〜あるカトリック学校で〜』、『スラムドッグ$ミリオネア』
- 5 『レスラー』
- 4 『フロスト×ニクソン』
- 3 『チェンジリング』、『愛を読むひと』、『WALL・E/ウォーリー』
- 2 『ボルト』、Nothing But the Truth、『007 慰めの報酬』、『レイチェルの結婚』、『トロピック・サンダー/史上最低の作戦』、『それでも恋するバルセロナ』

複数受賞
- 5 『スラムドッグ$ミリオネア』
- 2 『ダークナイト』、『ミルク』